# Tuomo Puumala
Tuomo Matti Oskari Puumala, född 3 april 1982 i Kaustby, är en finländsk politiker (Centern). Han är ledamot av Finlands riksdag sedan 2007. Till utbildningen är Puumala magister i samhällsvetenskaper.
Puumala omvaldes i riksdagsvalet 2015 med 7 762 röster från Vasa valkrets.